# 발라스의 법칙
발라의 법칙(Walras' law, -法則)이란 모든 시장에서 어떤 가격 체계 하에서도 총초과수요가치의 합은 항상 0이 된다는 주장이다. 이 법칙에는 프랑스의 경제학자 레옹 발라(Léon Walras)의 이름이 붙어 있다. 대한민국의 많은 경제학 서적에서는 '왈라스의 법칙'이라는 영어식 발음으로 흔히 표기되어 있다.

## 내용
어떠한 가격체계에서도 각 시장에 존재하는 초과수요가치의 총합은 언제나 0이 된다.
{\displaystyle \sum _{i=1}^{n}\left(P_{i})(ED_{i}\right)\equiv 0}
더 자세히 말하자면 다음과 같이 말할 수 있다. 
모든 거래에서 각 경제주체는 같은 가치를 갖는 상품을 서로 교환한다. 그렇기 때문에 경제 전체의 관점에서 수요 가치의 합과 공급 가치의 합은 같아진다.
이는 일반균형의 존재를 증명하는 데 중요한 의미를 갖는다.
{\displaystyle \sum _{i=1}^{n}\left(P_{i})(D_{i}-S_{i}\right)\equiv 0}

## 증명
어떤 시장에 {\displaystyle A}와 {\displaystyle B} 두 소비자가 존재하고, 재화 {\displaystyle X}, {\displaystyle Y}에 대해
{\displaystyle A}의 예산식 : {\displaystyle P_{X}D_{X}^{A}+P_{Y}D_{Y}^{A}=P_{X}S_{X}^{A}+P_{Y}S_{Y}^{A}\Rightarrow P_{X}Z_{X}^{A}+P_{Y}Z_{Y}^{A}=0}
{\displaystyle B}의 예산식 : {\displaystyle P_{X}D_{X}^{B}+P_{Y}D_{Y}^{B}=P_{X}S_{X}^{B}+P_{Y}S_{Y}^{B}\Rightarrow P_{X}Z_{X}^{B}+P_{Y}Z_{Y}^{B}=0}
{\displaystyle \Rightarrow P_{X}Z_{X}+P_{Y}Z_{Y}=0}
(단, {\displaystyle Z_{X}^{A}=D_{X}^{A}-S_{X}^{A},Z_{X}=Z_{X}^{A}+Z_{X}^{B}})

## 세의 법칙과의 관계
- 세의 법칙은 "재화의 공급은 그 스스로의 수요를 창조한다."는 것을 의미한다.
- 발라스의 법칙은 항등식이지만 세의 법칙은 반드시 성립한다는 보장이 없다.
- 즉 발라스의 법칙은 시장의 초과수요가치의 합이 0이 되어야 한다는 것으로, 개별시장의 균형 달성 여부와 무관히 성립하지만, 세의 법칙은 개별시장의 완전청산을 전제로 하므로 불완전청산이 일어나는 경우 성립하지 않는다.

## 참고 문헌
- 이준구, 《미시경제학》(제5판), 법문사 ISBN 978-89-18-10128-6

## 같이 보기
- 세의 법칙